# Chisomo Kazisonga
Chisomo Kazisonga-Sauseng (* 10. Februar 1985 in Mponela) ist eine ehemalige malawische Fußballspielerin.

## Leben

### Karriere

#### Verein
Ihre Vereinskarriere begann Kazisonga an der Kamuzu Academy in ihrer Heimat. Nach Stationen in ihrer Heimat bei DD Sunshine und Skippers FC und in Simbabwe bei der Conduit Soccer Academy wechselte Kazisonga im August 2015 nach Österreich zum SV Neulengbach. Nachdem Kazisonga 20 Einsätzen und acht Treffern für die zweite Mannschaft des USV Neulengbach in der Frauen 2. Liga Ost/Süd gekommen war, wechselte sie im Juli 2016 zum Wiener Verein FC Altera Porta. Bei diesem kam sie 2016/17 zu 19 Einsätzen und ein Tor in der ersten Mannschaft mit Spielbetrieb in der Frauen 2. Liga Ost/Süd, kam aber auch zu zwei Spielen und drei Treffern für die zweite Mannschaft in der Wiener Frauen Landesliga, sowie zu zwei torlosen Einsätzen für die dritte Mannschaft in der Frauen 1. Klasse A. Bis zum Jahresende 2017 kam sie während der Saison 2017/18 abermals zu vereinzelten Einsätzen in allen drei Frauenmannschaften des Klubs. Im Februar 2018 absolvierte sie bereits ihr erstes Freundschaftsspiel für die zum USV Hengsberg gehörenden Ladies Preding, zu denen sie in weiterer Folge wechselte. Ihre dortigen Auftritte blieben jedoch weitestgehend limitiert. Während sie 2017/18 in keinem Pflichtspiel Berücksichtigung fand, absolvierte sie 2018/19 zwei Spiele und 2019/20 ein Spiel für die Mannschaft in der Steirischen Frauenlandesliga. Gänzlich ohne Einsatz in der Spielzeit 2020/21 schloss sie sich spätestens im Sommer 2021 den Damen des AC Linden Leibnitz an und absolvierte für diese im September 2021 zwei Ligaspiele, in denen sie ein Tor beisteuerte. Seitdem fand sie in keinem weiteren Pflichtspiel mehr Berücksichtigung. Bereits um den Jahreswechsel 2019/20 hatte sie gegenüber malawischen Medien ihr

#### Nationalmannschaft
2002 debütierte Kazisonga in der malawischen Nationalmannschaft, nachdem sie sich im selben Jahr DD Sunshine angeschlossen hatte. Unter anderem 2006 nahm sie am COSAFA Women Tournament in Sambia teil. Spätestens seit dem COSAFA-Cup in Réunion im Jahr 2011 repräsentierte sie Malawi als Mannschaftskapitänin.
Um den Jahreswechsel 2019/20 beendete sie ihre Fußballkarriere, nachdem sie laut eigener Aussage in 17 Jahren 374 Spiele für die Nationalmannschaft absolviert hatte. Ihren letzten Auftritt im Nationalteam hatte sie bei der COSAFA Women’s Championship 2017 in Simbabwe. Wenige Tage zuvor hatte erst ihre langjährige Teamkollegin Linda Kasenda ihre Karriere als Aktive beendet.

### Persönliches
Mit ihrem Umzug nach Österreich 2014/15 begann Kazisonga ein Studium in Sportwissenschaft an der Universität Wien. Danach arbeitete Kazisonga, die bereits zwischen 2010 und 2013 am Ableger des Baylor College of Medicine in der malawischen Hauptstadt Lilongwe  als Fußballtrainerin tätig gewesen war, in Österreich als Fitnesstrainerin. Seit 2019 ist sie mit dem Österreicher Thomas Sauseng verheiratet, lebt mit diesem in Schrötten an der Laßnitz und ist seit 2018 Mutter eines Sohnes. 2019 gründete sie in ihrer Heimat Malawi den FC Liano, einen Fußballklub für Mädchen.